# 岐阜県立恵那農業高等学校
岐阜県立恵那農業高等学校（ぎふけんりつ えなのうぎょうこうとうがっこう）は、岐阜県恵那市大井町にある公立高等学校。

## 学校概要
- 創立：1966年（昭和41年）
- 学科 
  - 全日制
    - 生産科学科
    - 食品科学科
    - 環境科学科
    - 園芸科学科
- 所在地：岐阜県恵那市大井町2625-17
- 校訓：「和」の精神を尊ぶ - 地域から信頼される学校文化の創造を目指して -

## 沿革
- 1966年 - 岐阜県立恵那農業高等学校を設立し、食品化学科・生活科を設置する。
- 1968年 - 園芸科を設置する。
- 1975年 - 農業科を設置する。
- 1976年 - 農業科を緑地土木科と科名変更する。
- 1989年 - 生活科の募集を停止し、園芸デザイン科を設置する。
- 1999年 - 園芸科・食品化学科・緑地土木科の募集を停止し、園芸科学科・食品科学科・環境科学科を設置する。
- 2016年4月 - 開校50年・2017年4月開校50周年。
- 2018年 - 園芸科学科と園芸デザイン科の県外からの募集を開始する。
- 2022年 - 食の農学科群と花と緑の農学科群の群募集を開始する。各学科70名定員での募集。

## 活動紹介
東京ドームで開催される世界ラン展にてアマチュア部門最優秀賞を受賞（2000年）、ディスプレイ部門（プロ部門）にて最優秀賞を受賞（2012年）。　
阿木川ダム湖のアオコ発生を防ぐために、水生植物（空芯菜）による水質浄化実験に取り組み成果をあげる（2004年より）。　
上と同じく空芯菜による津波で塩害を生じた農地の除塩調査をはじめる（環境科学科2012年より）。
栗皮を堆肥処理し土壌改良、粉砕した栗皮でマルチによる除草効果をあげるなど有効活用の道を探り地元で注目される。
食品科学科
- 絶滅危惧種ヤチシャジンの組織培養に成功（園芸科学科・2012年）。
- シクラメンのオリジナル品種開発に成功。

園芸科学科
- シクラメン列車の運営（園芸科学科）
- 次米みのり祭の参加（園芸科学科）
- 2016年4月吉本興業主催『高等学校缶詰・瓶詰選手権大会』で食品科学科が製造しているみかんジャムが優勝[1]。

## 部活動

### 運動系部活動
- 男女バレーボール部
- 男女バスケットボール部
- バドミントン部
- テニス部
- 軟式野球部（過去には東海大会出場）
- スケート部（全国大会出場）
- 弓道部
- 卓球部

### 文化系部活動
- 合唱部
- 茶道部
- 手芸部
- マルチメディア部
- 美術部

## アクセス
- JR中央本線 恵那駅より徒歩で約20分もしくはバスで約10分。
- 中央自動車道 恵那ICより自動車で約5分。